# Dubuc River
Dubuc River ist ein Fluss an der Südküste von Dominica im Parish Saint Patrick.

## Geographie
Der Dubuc River entspringt an einem Südausläufer von Foundland. Er verläuft stetig nach Süden, nimmt bei Dubuc von links und Osten die Ravine Moulin auf und mündet bald darauf  in den Atlantik.
Der nächste benachbarte Fluss im Westen ist die Ravine Jaunisse, die schon zum Einzugsgebiet des Geneva River gehört.